# 弁天島 (台東区)
弁天島（べんてんじま）は、上野恩賜公園（東京都台東区）内の不忍池の中にある人工島である。

## 概要
弁天島および弁財天の祠が正確にいつ築造されたかは明らかではないが、寛永2年（1625年）の寛永寺の創建後間もない頃だと言われている。ただし寛永初期の江戸を描いた『江戸図屏風』には弁天島は描かれておらず、それ以降と見られる。寛永寺の開祖である天海が、不忍池を琵琶湖に見立て、竹生島になぞらえて弁天島（中之島）を築かせ、そこに弁天堂を作った。当初は橋がなく、弁財天への参拝は船で行われていた。これは琵琶湖における竹生島でも同様であり、天海が橋を架けることに反対したからという（鶯陵迂人「文政年間不忍池畔の景況」『風俗画報』明治28年7月10日）。しかしその後、 不便だという理由で寛文10年頃に陸道が作られ橋が架けられた。